# Organo da fiera
L'organo da fiera o da strada (in francese orgue de foire o limonaire; in olandese straatorgel) è uno strumento musicale meccanico (automa) destinato alle fiere e ai parchi di attrazioni, dotato di una grande potenza sonora che lo rende adatto alla collocazione all'aperto. Pur essendo essenzialmente un aerofono, ha struttura complessa e può includere altri strumenti come le percussioni.
Si è sviluppato nell'Ottocento e impiega tracce incise su un rullo chiodato o su una scheda perforata. È spesso decorato con figure umane e motivi ornamentali in colori vivaci, e non di rado la stessa musica da esso prodotta è accompagnata da luci multicolori emesse da apposite lampadine.

## Storia
L'organo da fiera si evolve a partire dagli automi musicali del Sei-Settecento azionati da un rullo chiodato, con meccanismi a orologeria (organo meccanico) o in seguito a manovella (organo a rullo). Tra XVIII e XIX secolo si tenta la produzione di strumenti in grado di riprodurre il suono di un'intera orchestra. Nasce così nel 1804 il panarmonicon di Mälzel, progenitore intorno alla metà del secolo di due «gemelli», l'orchestrion e l'organo da fiera: il primo perfezionato da Michael Welte nel 1845, il secondo germinato dallo «stratarmonico» prodotto dal modenese Lodovico Gavioli nel 1848. Benché simili, i due strumenti sono improntati a un'opposta filosofia, destinato com'è il primo all'eleganza dei salotti privati e il secondo all'animazione festosa degli spazi aperti.

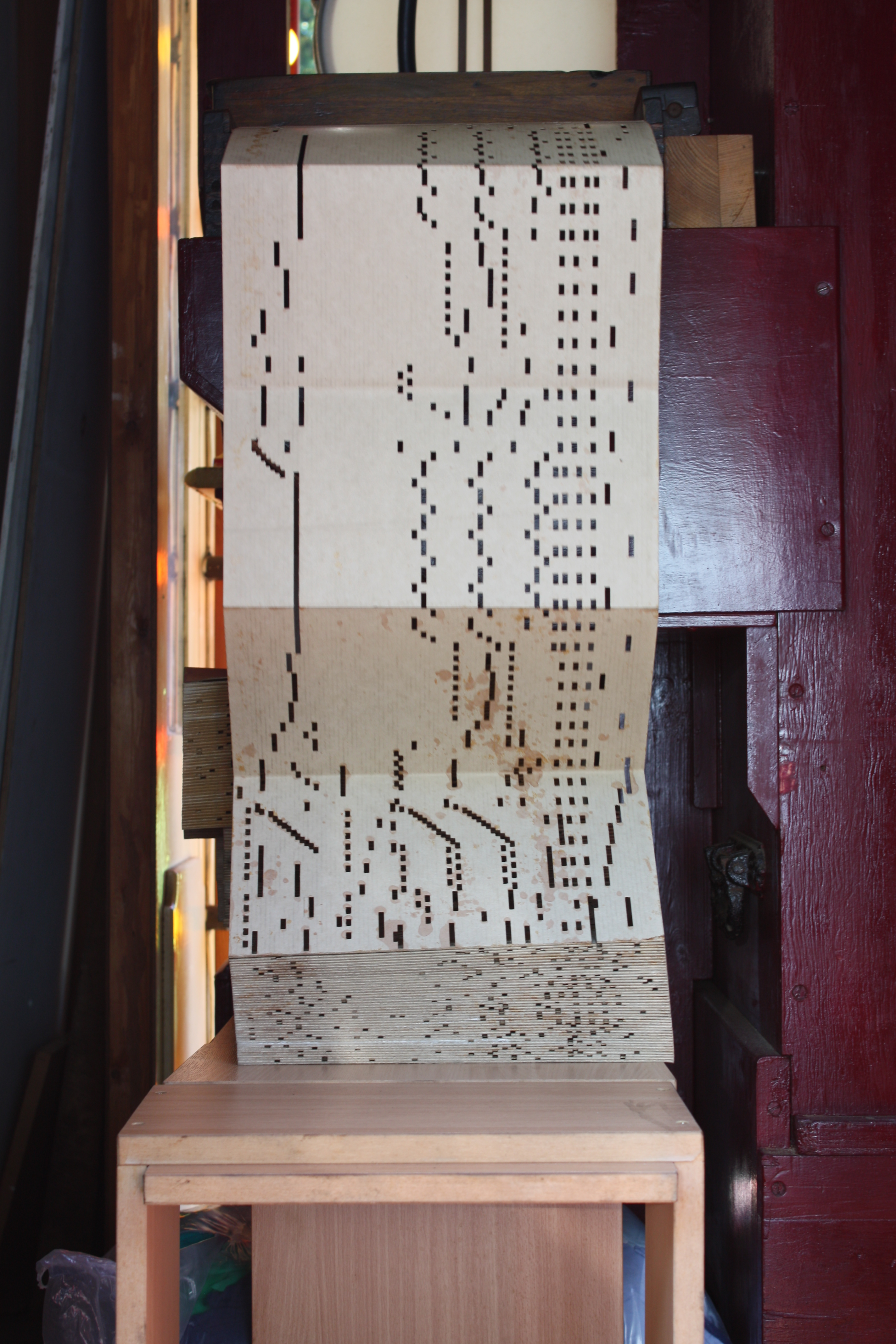
Rotolo di carta perforata letto da un organo da fiera

Dall'organetto di Barberia, largamente diffuso nelle strade fin dal Settecento e destinato dunque a un'analoga funzione, l'organo da fiera mutua il meccanismo a cilindro chiodato. Tuttavia nel 1892 Anselmo Gavioli, figlio di Ludovico, sostituisce definitivamente al rullo la scheda perforata già applicata ai telai Jacquard di inizio secolo e talvolta agli automi musicali. Si tratta della prima applicazione su vasta scala a questi ultimi di tale dispositivo antenato del computer. È un'innovazione fondamentale, poiché il sistema a cilindro limita fortemente la durata dell'esecuzione.
Organi da fiera sono prodotti per tutto il secolo e fino ai primi del Novecento dalle ditte specializzate, soprattutto a Parigi, dove Gavioli si è trasferito dal 1853 e dove opereranno i suoi proseliti (Marenghi, Gasparini) oltre ai francesi Limonaire. Lo strumento resterà soppiantato dalle nuove tecnologie e attrazioni di fine secolo, incluso il cinema, diventando oggetto da collezione e pezzo da museo.

## Caratteristiche
Destinato a creare, accompagnare e perfino sovrastare l'atmosfera chiassosa delle fiere e delle feste popolari, l'organo da strada possiede una potenza sonora enorme e agli elementi propri dell'organo, come le canne, associa strumenti a percussione incorporati in numero anche elevato. Volta a volta sono previsti tamburo, grancassa, piatti, nacchere, campane.

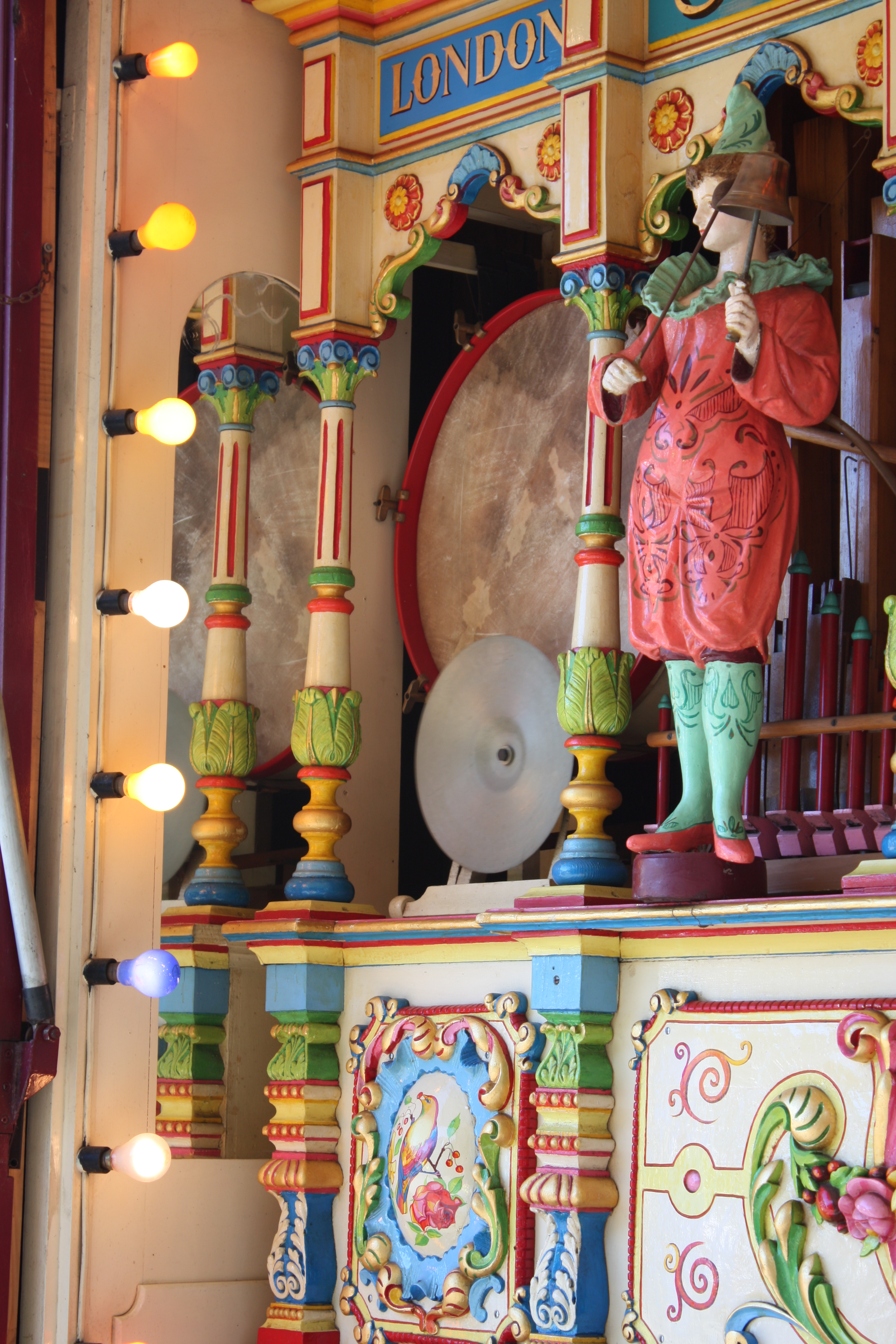
Effetti speciali: androidi e luci di un organo da fiera

Lo strumento può raggiungere dimensioni colossali e, proprio per la funzione che è deputato a svolgere, si presenta spettacolare, vistosamente decorato e spesso anche animato da androidi che compiono azioni coreografiche o collegate alla musica (sventolio di bandiere, percussione di campane, direzione d'orchestra). Il gusto delle decorazioni ricorda talvolta le turcherie dei secoli precedenti.
L'impiego della scheda perforata e l'introduzione della lampadina elettrica consentono inoltre agli organi da fiera di creare effetti visivi, con luci che si accendono e spengono seguendo la musica, anticipando in qualche modo la comparsa del clavier à lumières creato e usato da Skrjabin nei suoi poemi sinfonici dell'Estasi e del Fuoco. L'organo da fiera è poi associato talvolta anche alle giostre; il culmine della spettacolarità, tuttavia, viene toccato a ridosso del XX secolo, quando Marenghi introduce i monumentali organi bioscope, dotati di un «padiglione delle meraviglie» (con marionette, lanterne magiche, statue di cera e altre attrazioni animate) accessibile a pagamento. La fonte d'energia che permette il funzionamento dell'organo passa nel tempo da quella umana manuale, al motore a vapore (come nella calliope) o a gas, al motore elettrico.

## Diffusione
Nell'immediato della sua invenzione l'organo da fiera ha riscosso subito grande successo e diffusione internazionale, conquistando Francia, Paesi Bassi, Belgio, Germania. A dispetto della sua origine non ha invece attecchito in Italia, sebbene se ne ricordi la comparsa in alcune fiere e feste patronali importanti. Esportato anche negli Stati Uniti, ha assunto in questo paese il nome alternativo di band organ per la sua capacità di imitare le prestazioni di una banda.
Numerosi storici fabbricanti hanno prodotto organi da fiera. Oltre a Gavioli, Marenghi, Gasparini, Limonaire operanti in Francia ne sono esempio i tedeschi fratelli Bruder e Carl Frei, le ditte belghe Mortier e Verbeeck, l'olandese Hooghuys, la statunitense Wurlitzer.